# Cafe Days
Cafe Days (případně Café Days) je osmé sólové studiové album anglického hudebníka Chrise Speddinga. Vydáno bylo v září roku 1990. Jeho producenty byli Steve Berlin a Mark Linett. S výjimkou písně „Parchman Farm“, kterou napsal Mose Allison na základě písně od Bukky Whitea, obsahuje deska Speddingovy originální písně (do některých coby spoluautoři další hudebníci). Jde o Speddingovo jediné řadové album, které vydal v devadesátých letech. Historie alba sahá do roku 1988, kdy začal Spedding pracovat na novém albu pod dohledem producenta Seana Pilota. Několik písní z této doby bylo později použito na rozsáhlé reedici alba. V nahrávkách těchto písní hráli jiní hudebníci, než na původním albu – byli to například Tony Garnier a Kenny Aaronson.

## Seznam skladeb
| Pořadí | Název              | Autor                                | Délka |
| ------ | ------------------ | ------------------------------------ | ----- |
| 1.     | Smoke My Cigarette | Chris Spedding                       | 3:30  |
| 2.     | Parchman Farm      | Mose Allison                         | 2:34  |
| 3.     | Hostage            | Spedding, Jon Brant, Brian Adler     | 3:30  |
| 4.     | Put It on Hold     | Spedding, Brant, Adler               | 4:01  |
| 5.     | Catch 22           | Spedding, Bill Railey, Robert Gordon | 3:31  |
| 6.     | Cafe Days          | Spedding                             | 3:21  |
| 7.     | Call of the Wild   | Spedding                             | 4:59  |
| 8.     | Girl in the Video  | Spedding                             | 3:05  |
| 9.     | Flirt              | Spedding                             | 2:24  |
| 10.    | Save the Life      | Spedding                             | 3:15  |
| 11.    | Portobello         | Spedding                             | 4:20  |

## Obsazení
- Chris Spedding – zpěv, kytara, baskytara
- Gary Ferguson – bicí
- Steve Berlin – sopránsaxofon, klávesy, perkuse
- Brenda Lee Eager – doprovodné vokály
- Southside Johnny – doprovodné vokály
- Pat Carrington – doprovodné vokály